# Bord de côte à Hyères
Bord de côte à Hyères est une peinture à l'huile sur carton, réalisée par Raphaël Ponson en 1895. Le tableau mesure 80 × 130 cm. 

## Composition
Le paysage est dans sa nudité naturelle et minérale ; ici, le bleu chargé d’une touche blanche n’a d’égal que la brutalité de la crique, de la roche et des pins dressés par les vents violents.

## Analyse de l’œuvre
Raphaël Ponson brille en saisissant les bleus et les verts de la mer. 
En révélant l’intense réverbération des roches, il maitrise l’art de la lumière ; sa vision au ras de l’eau s’étale sur l’écume imprégnée des lumières matinales. La structure de l’œuvre est mise en évidence par la profondeur d’abord de la brosse, puis du couteau et enfin du pinceau.
Certains reprochent au peintre que son talent souffre d’une trop grande production ; pour vivre, il réalise une production abondante, mais il a été et demeurera le peintre des calanques.
En 1872, le critique d'art Marius Chaumelin, "reconnaît à la peinture de Ponson ce rôle de mémento des lieux pittoresques et des jours heureux. Évoquant une côte qui « présente les falaises les plus abruptes, les calanques les plus solitaires, les ravins les plus profonds, les roches les plus colorées et les plus bizarrement dentelées qu’on puisse rêver ». Il remercie le peintre d’avoir ravivé l’impression des «  journées bénies » qu’il a « passées au beau temps de sa jeunesse au milieu de cette nature sauvage ». 
L’une des caractéristiques des calanques peintes par Ponson est la représentation de cette nature marine en mouvement qu’il travaille au couteau avec des empâtements irréguliers et l’effet produit, est d’intensifier le mouvement de la mer.